# Ludovikus Simanullang
Ludovikus Simanullang OFMCap. (ur. 23 kwietnia 1955 w Sogar, zm. 20 września 2018 w Medan) – indonezyjski duchowny rzymskokatolicki, kapucyn, biskup Sibolga w latach 2007–2018.

## Życiorys
Święcenia kapłańskie otrzymał 10 lipca 1983 w zakonie kapucynów. Przez kilka lat pracował w zakonnych parafiach jako wikariusz, zaś w latach 1989–1994 studiował w Rzymie. Po powrocie do kraju został mistrzem nowicjatu i wikariuszem nowo utworzonej prowincji kapucyńskiej w Sibolga, zaś trzy lata później został wybrany przełożonym tejże prowincji (urząd pełnił przez dwie kadencje). W latach 2003–2006 był administratorem zakonnego seminarium, a w 2006 ponownie został mianowany prowincjałem.
14 marca 2007 papież Benedykt XVI mianował go biskupem diecezjalnym Sibolga. Sakry udzielił mu 20 maja 2007 nuncjusz apostolski w Indonezji – arcybiskup Leopoldo Girelli.
Zmarł po krótkiej chorobie 20 września 2018, został pochowany 3 dni później.